# San Antonio Tziskal
San Antonio Tziskal o San Antonio Tzalkal fue una localidad del municipio de Mérida en el estado de Yucatán localizado en el sureste de México.

## Localización
San Antonio Tziskal se ubicaba por el Camino Real a Campeche y norte con San Antonio X-Coholté, al poniente con Mulsay y al oriente Chacsinkín (la cual limitaba al sur con San Marcos Nocoh). Junto con Chacsinkín (la cual estaba a poco más de media legua, 2,544 varas) se encontraba a una legua de distancia en dirección suroeste de la entonces ciudad de Mérida.

## Toponimia
El nombre (San Antonio Tziskal) proviene del vocablo  tziskal de idioma maya y San Antonio.

## Hechos históricos
Se trató de una hacienda de ganado vacuno y junto con Chacsinkín formaron una sola instancia a partir del siglo XVII.

## Infraestructura
Constaba de algunas casas y corrales a la vera del Camino Real a Campeche.

## Demografía
Según datos de 1921 del INEGI, la población de la localidad era de 23 habitantes, de las cuales 8 eran hombres y 5 eran mujeres.
| 52                          | 13 |
| (Fuente: INEGI [Consultar]) |    |